# Новоаненский район
Новоане́нский райо́н (рум. Raionul Anenii Noi, Район Анений-Ной, Ново-Аненский) — административно-территориальная единица Республики Молдова.

## История
Район образован 26 мая 1941 года под именем Бульбокский район с центром в селе Бульбоака. До 16 октября 1949 года находился в составе Бендерского уезда, после упразднения уездного деления перешёл в непосредственное республиканское подчинение. Примерно в это же время административным центром района становится село Новые Анены.
С 31 января 1952 года по 15 июня 1953 года район входил в состав Тираспольского округа, после упразднения окружного деления вновь перешёл в непосредственное республиканское подчинение.
9 января 1956 года в состав района переданы части территорий упраздняемых Ваду-луй-Водского и Кишинёвского районов, однако впоследствии эти территории были преданы в другие районы.
31 октября 1957 года к Бульбокскому району была присоединена часть территории упразднённого Кайнарского района.
30 марта 1962 года в состав района передана часть территории упраздняемого Криулянского района и около половины территории упраздняемого Бендерского района.
27 декабря 1966 года Криулянский район был восстановлен, к нему отошли некоторые территории, принадлежавшие до упразднения Бульбокскому району.
1 апреля 1963 года Бульбокский район переименован в Новоаненский.
С 1999 года по 2002 год, в рамках проводимой административной реформы, район являлся частью Кишинёвского уезда. После упразднения уездного деления, район вновь стал самостоятельной административной единицей.

## Население
|             | 2003 год | 2004 год | 2005 год | 2006 год |
| ----------- | -------- | -------- | -------- | -------- |
| Новые Анены | 11 650   | 11 600   | 11 500   | 8 300    |
| сёла        | 72 150   | 72 100   | 70 200   | 73 200   |
| Всего:      | 83 800   | 83 700   | 81 700   | 81 500   |

## Достопримечательности
- Гырбовецкий парк площадью 2,2 га.
- Мемориальный комплекс «Шерпенский плацдарм».
- Гырбовецкий лес.